# Kloster Hemiksem

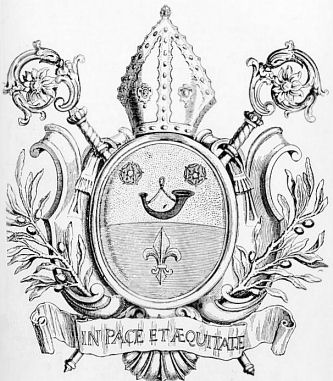
Dom Gerardus Rubens, Abt

Kloster Hemiksem (lat.: Abbatia Sancti Bernardi ad Scaldim; fläm.: Sint Bernardusabdij) ist eine ehemalige Zisterziensermönchsabtei in Belgien, in der Gemeinde Hemiksem in der Provinz Antwerpen.

## Geschichte
Die 1236 an die Beggelbeek in Vremde bei Boechout gestiftete, jedoch schon 1246 nach Hemiksem an die Schelde bei Antwerpen verlegte Abtei war ein Tochterkloster von Kloster Villers-la-Ville aus der Filiation der Primarabtei Clairvaux. Sie verdankt ihre Gründung im Wesentlichen den Herzögen Heinrich I. und Heinrich II. von Brabant. Bei der Gründung des Bistums Antwerpen 1559 fiel sie in Kommende und der Bischof wurde zugleich Abt. Während des Bildersturms wurde sie 1578 vorübergehend verlassen. 1649 wurde sie wieder vom Bistum getrennt. 1672 brannte sie großenteils ab. In der französischen Revolution 1797 wurde das Kloster aufgehoben. Die verbliebenen Mönche kauften 1836 das Kloster Bornem, das noch heute als Zisterzienserkloster besteht.

## Äbte
siehe Liste der Äbte von Hemiksem

## Anlage und Bauten

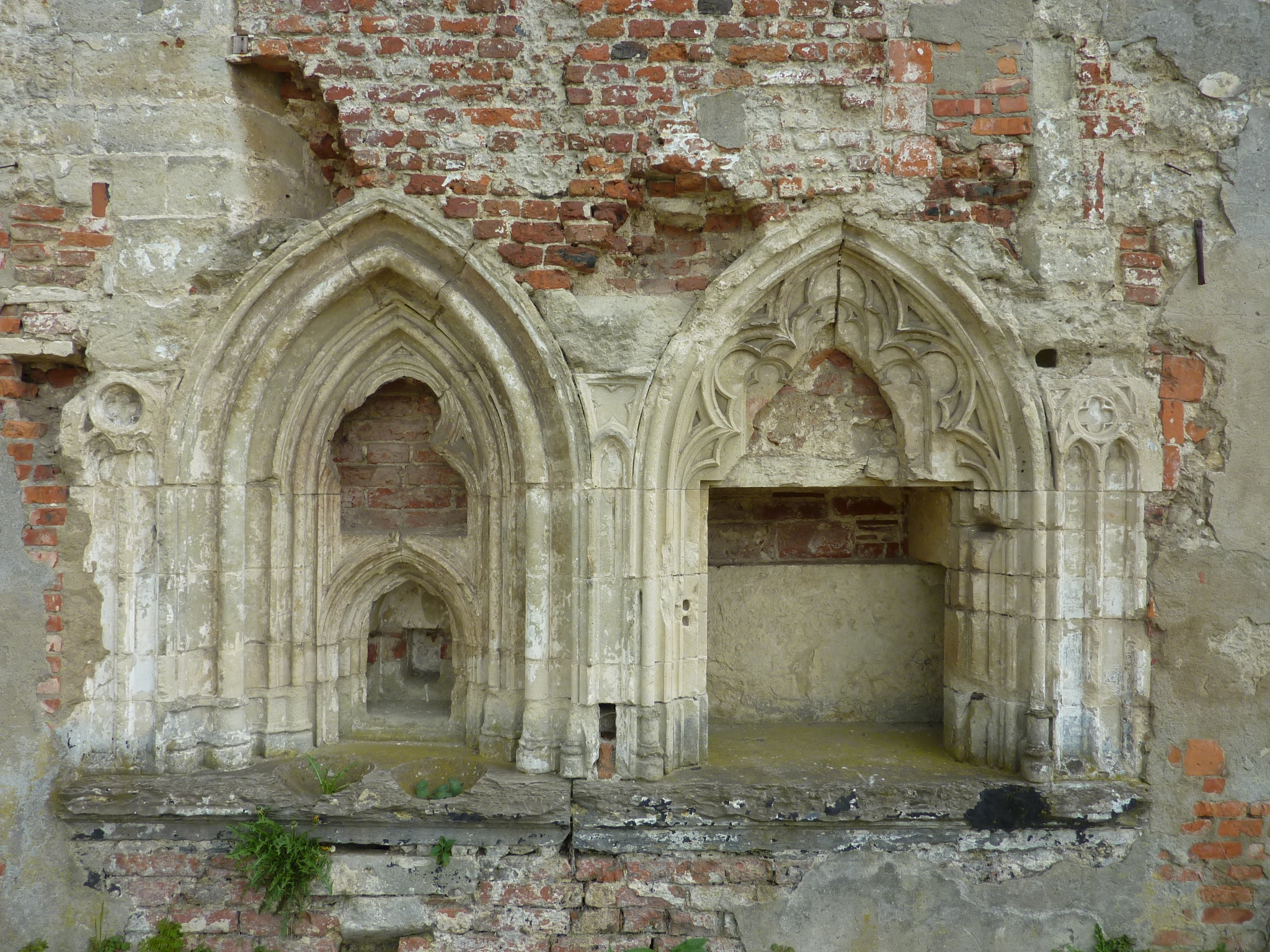
Die zwei erhaltenen gotischen Nischen des früheren Chorraums

Die bestehenden Gebäude datieren aus dem 17. und 18. Jahrhundert. Die Westfassade ist aus Ziegeln und Sandstein errichtet. Die Fensterlaibungen des Erdgeschosses tragen ein Hahnenkammmotiv. Der von einer kuppelüberwölbten Rotunde gekrönte Mittelturm erhebt sich beträchtlich über das Gebäude. Die gotische Abteikirche wurde im 19. Jahrhundert abgebrochen. Sie befand sich im Norden der Klausur. Das Langhaus war dreischiffig und besaß acht Joche. Erhalten haben sich lediglich zwei gotische Spitzbogennischen in der südlichen Chorwand, die von der hohen kunstgeschichtlichen Bedeutung der abgegangenen Abteikirche zeugen.
Die seit 1973 geschützten Klostergebäude wurden nach der französischen Revolution in ein Matrosenheim und später in ein Gefängnis, ein Lager für Kollaborateure und ein Militärlager umgewandelt. 1988 übernahm die Gemeinde die Gebäude, in denen sich heute Verwaltungseinrichtungen und ein Museum befinden.